# Dominique Legrand
 (mars 2011).
Si vous disposez d'ouvrages ou d'articles de référence ou si vous connaissez des sites web de qualité traitant du thème abordé ici, merci de compléter l'article en donnant les références utiles à sa vérifiabilité et en les liant à la section « Notes et références ».
Pour les articles homonymes, voir Legrand.
Œuvres principales
Décorum: Journal d'Alexandre Davos, assassin
. Le Point de Connexion
. Déserteurs
. Le Sang du Goanna
. Les Grilles du Passé
. Retour à My Lai
. Les Territoires interdits de Tobe Hooper
. La Passion Polanski
. 8865
. Paradise Island
Dominique Legrand, né le 16 septembre 1963 à Vincennes, est un auteur français.

## Biographie
Après des études littéraires et une maîtrise de Cinéma sur Brian De Palma soutenue à l’université Sorbonne Nouvelle - Paris 3, Dominique Legrand écrit plusieurs articles pour Libération, La Revue du cinéma et Mad Movies.
En 1995, il signe un ouvrage de référence sur Brian De Palma, le premier en France à être consacré au réalisateur américain, et qui est réédité en 2010.
Depuis, il partage son écriture entre thrillers, romans pour la jeunesse et études cinématographiques, publiés chez divers éditeurs.
Depuis 2023, il présente régulièrement des films à l'UGC Parly 2, dans la sélection UGC Culte, ou de son propre choix.
En 2020, il publie le roman 8865 ; en 2025, ce roman est adapté en téléfilm sous le titre Le combat d'Alice et est diffusé sur France 2.

## Œuvres

### Romans
- Décorum, Journal d'Alexandre Davos, réédition chez Actes Sud, coll. "Babel Noir" en 2001  (ISBN 2-7427-3369-8), Atout, 1998  (ISBN 2-912742-09-9)
- Rouge New York, Atout, 1999  (ISBN 2-912742-09-9)
- Le Point de connexion, Anne Carrière, 2003  (ISBN 2-84337-242-9)
- Un amour sous la terreur[5], Oskar, 2010  (ISBN 978-2-3500-0509-6)
- Déserteurs[6], Nouveau Monde, 2010  (ISBN 978-2-84736-540-5)
- In memoriam N. K.[7], Bruit Blanc, 2011  (ISBN 978-2-919402-02-1)
- Le Sang du goanna[8], Bruit Blanc, 2013  (ISBN 978-2-919402-11-3)
- Les Grilles du passé[9], Oskar, 2014  (ISBN 979-1-0214-0223-2)
- Retour à My Lai, Le Castor astral, 2016  (ISBN 979-1-027-800797)
- Cette nuit-là, un chat, Oskar, 2017  (ISBN 979-1-0214-0539-4)
- 8865[10], Hugo&Cie, 2020   (ISBN 978-2-755647266)
- Paradise Island, Moissons Noires, 2021  (ISBN 978-2-490746-45-3)

### Nouvelles
- Dédé la Mascotte (dans Poilus, dix récits d'animaux pendant la Grande Guerre), Editions Thierry Magnier, 2018   (ISBN 979-10-352-0189-0)
- Cours magistral (dans Malpertuis XIII, anthologie dirigée par Thomas Bauduret), Editions Malpertuis, collection "Brouillards", 2022  (ISBN 978-2-917035-94-8)

### Essais
- Brian De Palma, le rebelle manipulateur[11], Le Cerf, coll. « 7e art. », 1995  (ISBN 2-204-05148-9)
- David Fincher, explorateur de nos angoisses[12], Le Cerf, coll. « 7e art. », 2009  (ISBN 978-2-204-08811-4)
- Les Territoires interdits de Tobe Hooper (préface de Jean-Baptiste Thoret), éditions Playlist Society, 2017  (ISBN 978-2-9549450-9-5)
- La Passion Polanski (préface d'Alexandre Vuillaume-Tylski), Marest Éditeur, 2017  (ISBN 979-10-96535-07-1)
- Roman Polanski (préface et deux articles consacrés à Week-end of a champion et What? dans l'ouvrage collectif dirigé par Jean-Max Méjean), Gremese, 2021  (ISBN 978-2-36677-276-0)
- Nicolas Roeg, un cinéaste-expérimentateur au cœur des années 70 (préface de Thierry Jousse), Éditions Complicités, 2022  (ISBN 978-2-3512-0447-4)
- Michael Douglas, un acteur au travail, Entremises Editions, coll. Carte Blanche, 2023  (ISBN 978-2-38255-089-2)
- Le Syndrome de l'île déserte, Cinquante films incontournables, Editions Complicités, 2024  (ISBN 978-2-3864-7047-9)
- Tout sur Vittorio De Sica (un article dans l'ouvrage collectif dirigé par Jean A. Gili et Piero Spila), Gremese, 2024  (ISBN 978-2-36677-375-0)
- L'Opéra à l'écran (quatre articles dans l'ouvrage collectif dirigé par Jean-Max Méjean), Gremese, 2024  (ISBN 978-2-36677-381-1)

### Adaptation
- Le Combat d'Alice, de Thierry Binisti, téléfilm inspiré du roman 8865 avec Lucy Loste Berset, Nicolas Gob et Carole Bianic, diffusé sur France 2 le 21 mai 2025